# Ségry
Ségry ist eine französische Gemeinde mit 487 Einwohnern (Stand: 1. Januar 2022) im Département Indre in der Region Centre-Val de Loire; sie gehört zum Arrondissement Issoudun und zum Kanton Issoudun. Die Einwohner werden Ségriens genannt.

## Geographie
Die Gemeinde Ségry liegt an der Grenze zun Département Cher, zehn Kilometer südöstlich von Issoudun und etwa 38 Kilometer ostnordöstlich von Châteauroux. Der Arnon fließt durch die Gemeinde. Umgeben wird Ségry von den Nachbargemeinden Chouday im Nordwesten und Norden, Saint-Ambroix im Norden und Nordosten, Mareuil-sur-Arnon im Osten, Chezal-Benoît im Südosten und Süden sowie Saint-Aubin im Westen.

## Bevölkerungsentwicklung
| Jahr                       | 1962 | 1968 | 1975 | 1982 | 1990 | 1999 | 2006 | 2013 | 2020 |
| Einwohner                  | 439  | 364  | 321  | 312  | 442  | 465  | 499  | 531  | 492  |
| Quellen: Cassini und INSEE |      |      |      |      |      |      |      |      |      |

## Sehenswürdigkeiten
- Kirche Saint-Martin
- Zisterzienserkloster La Prée, 1141 gegründet, 1790 aufgelöst, seit 1966 Monument historique
- Schloss Gouers

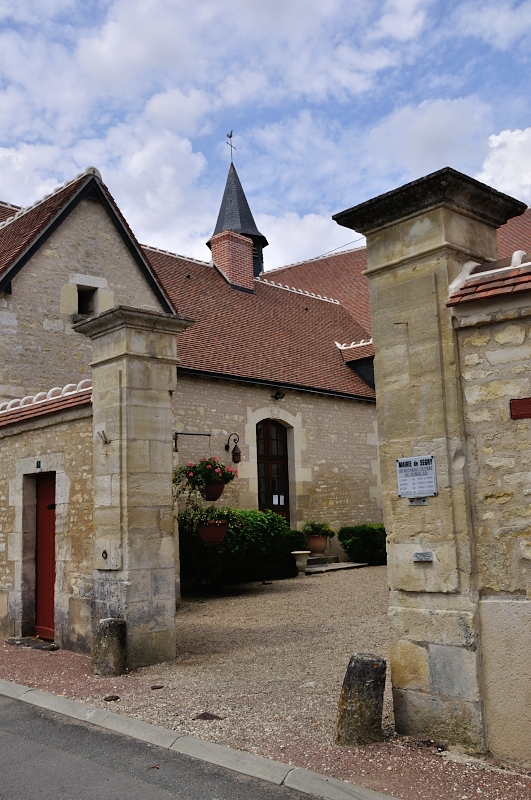
Rathaus (mairie)
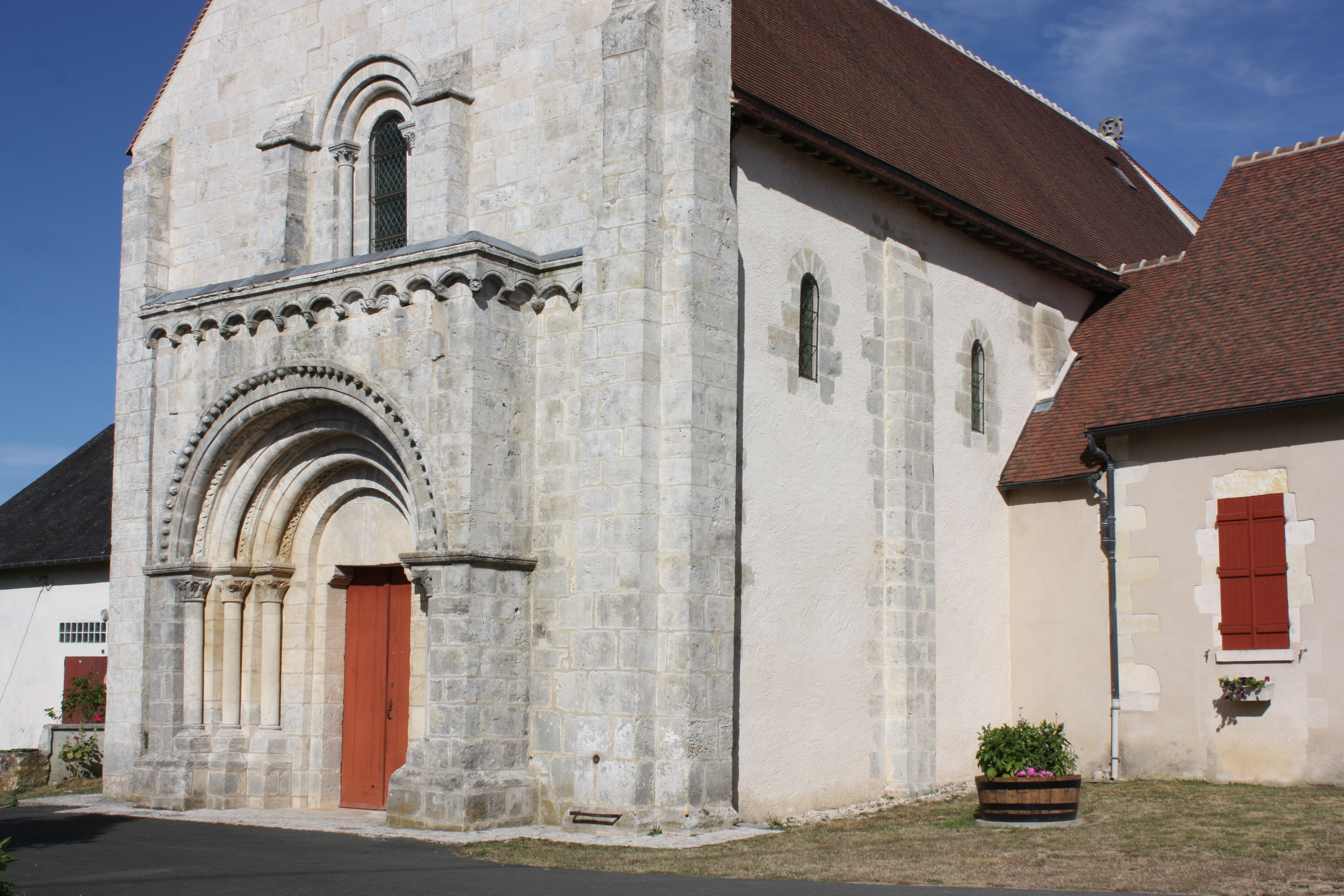
Portal der Kirche Saint-Martin